# Пауль Коґерман
Пауль Ніколай Коґерман (5 грудня 1891) естонський учений і засновник сучасних дослідниджень горючих сланців.
Пауль Ніколай Коґерман народився в родині робітника газової фабрики(колишнього моряка). Він відвідував початкову школу з 1901—1904 і місцеву школу в 1904—1908. Після місцевої школи Когерман заробляв на проживання викладанням в церкві біля Таллінна. У 1913 році він закінчив Александрівську гімназію в Таллінні екстерном. Починаючи з 1913 року, він навчався в Тартуському університеті, закінчивши Відділ хімії у 1918 року. Під час Війни за незалежність Естонії він боровся у об'єднанні таллінських учителів. У 1919—1920 він отримав державну стипендію на навчання в Імперському коледжі Лондона У 1921 році він отримав кваліфікацію хімічного технолога та диплом магістра в університеті Лондона.

## Кар'єра
З 1921 по 1936, Коґерман був активним у Тартуському університеті. Після захисту магістерської дисертації про термічний розпад горючих сланців у 1922 році його було обрано доцентом органічної хімії університету. У 1924 році він став екстраординарним професором, а в 1925 році — повним професором.
У 1926 та 1933 роках він був запрошеним лектором в ETH Zürich, а в 1927—1928 роках — у Гарвардському університеті. У 1934 році він захистив докторську дисертацію в Цюриху, яка стосувалася реакцій сполучення та полімеризації дієнів ізольованого подвійного зв'язку.
З 1936 по 1941 рік Коґерман був професором органічної хімії в Талліннському технічному університеті, а в 1936—1939 роках також обіймав посаду ректора університету.
У 1938 році Коґермана було обрано до новоствореної Естонської академії наук, а після її відновлення як Академії наук Естонської Радянської Соціалістичної Республіки у 1946 році його було переобрано.
У 1929—1936 роках він був президентом Естонського товариства природознавців
У 1938—1939 роках Коґерман був членом Державної ради (Riiginõukogu) за посадою. З жовтня 1939 року до радянської окупації Естонії 21 червня 1940 року він обіймав посаду міністра народної освіти.
У 1941 році Коґерман разом із сім'єю був депортований радянською владою до табору для ув'язнених у Свердловській області. Однак його передчасно звільнили, і в 1945 році йому дозволили повернутися до Естонії.
З 1945 по 1951 рік він очолював кафедру органічної хімії в Талліннському технічному університеті. Крім того, у 1947—1950 роках він був директором Інституту хімії Академії наук.
У 1941 році Коґерман разом із сім'єю був депортований радянською владою до табору для ув'язнених у Свердловській області. Його передчасно звільнили, і в 1945 році йому дозволили повернутися до Естонії.
З 1945 по 1951 рік він очолював кафедру органічної хімії в Талліннському технічному університеті. Крім того, у 1947—1950 роках він обіймав посаду директора Інституту хімії Академії наук.

## Нагороди
У 1927 році Коґерман був нагороджений знаком Почесного легіону, а в 1938 році — Орденом Білої зірки II класу.
У 2006 році була заснована стипендія імені Паула Коґермана, яка надається успішним студентам магістерського та докторського рівня факультетів природничих наук, хімічної та матеріалознавчої технології Талліннського технічного університету

## Визнання
Паул Коґерман здобув міжнародне визнання завдяки своїм дослідженням горючих сланців. Він започаткував систематичне вивчення горючих сланців і їхніх продуктів, заснувавши у 1925 році разом із професором Міхаелем Вітліхом лабораторію для дослідження сланцевої нафти. Коґерман представив фундаментальні роботи, присвячені структурі, походженню та хімічним характеристикам горючих сланців, а також термічним процесам, що відбуваються в них.

## Наукові роботи
- Kogerman, Paul N. (1922). The Chemical Composition of the Esthonian M.-Ordovician Oil-bearing Mineral "kukersite". University of Tartu. с. 25. ASIN:B0008AA1EM.
- Kogerman, P. N. (1925). The present status of the oil-shale industry in Estonia (PDF). Journal of the Institution of Petroleum Technologists. London: Institute of Petroleum. 11 (50): 16. ISSN 0368-2722.
- Kogerman, Paul N. (1927). The Oil-shale Industry of Estonia. Estonian ministry of trade and industry. с. 40. ASIN:B00087688I.
- Kogerman, Paul N.; Kranig, J. (1927). Physical Constants of Some Alkyl Carbonates. с. 11.
- Kogerman, Paul N. (1927). The Chemical Nature of Estonian Oil-shale: The Origin of Oil-shales. Mattiesen. с. 17.
- Kogerman, Paul N.; Kõll, A. (1930). Physical Properties of Estonian Shale Oils. Oil shale research laboratory of the University of Tartu. с. 19.
- Kogerman, Paul N. (1931). On the Chemistry of the Estonian Oil Shale Kukersite. Oil shale research laboratory of the University of Tartu. с. 85.
- Kogerman, Paul N.; Kopvillem, J. (1932). Hydrogenation of Estonian Oil Shale and Shale Oil. Oil shale research laboratory of the University of Tartu. с. 13.
- Kogerman, Paul N. (1932). Desulphurisation of Estonian Shale Oil. Oil shale research laboratory of the University of Tartu. с. 14.
- Kogerman, Paul N. (1933). The Occurrence, Nature and Origin of Asphaltites in Limestone and Oil Shale Deposits in Estonia. Oil shale research laboratory of the University of Tartu. с. 8.
- Kogerman, Paul N. (1937). Report on the Distillation of Estonian Oil-shales in the Pilot Plant of the K.T.O Patents Ltd. at Vanamõisa, Estonia. ASIN:B00089SQZY.
- Kogerman, Paul N. (1957). Shale Kerogen as a High-molecular-weight Substance and the Origin of Shales. Associated Technical Services.

## Біографія
- Martinson, Helle; Martinson, Karl (1981). Akadeemik Paul Kogerman. Põlevkivikeemia rajaja Eestis. Tallinn.
- Kogerman, Aili (2004). Paul Kogerman ja tema aeg. Tallinn. ISBN 9985-50-366-X.